# Edmond Dumont
Edmond Hyacinthe Théodore Joseph Dumont (Chassart 24 oktober 1828, Villers-Perwin 20 november 1892) was een Belgische rooms-katholieke bisschop van het bisdom Doornik.
Hij begon zijn geestelijke functie als missionaris in de Verenigde Staten van Amerika en werd mettertijd, van 1873 tot 1879, de 91ste bisschop van Doornik.

## Biografie

### Jeugd en vorming
Als zoon van Auguste Dumont (1794-1876) en Eugénie de Fernelmont (1800-1855) werd Edmond op 24 oktober 1828 geboren te Chassart, een gehucht in de gemeente Saint-Amand (bij Fleurus). Hij deed zijn middelbare studies (humaniora) in het aartsbisschoppelijk college aan de Bruul te Mechelen. Vandaar ging hij onmiddellijk over naar het kleinseminarie in dezelfde stad, voor de opleiding wijsbegeerte, dit ter voorbereiding van het priesterschap. Aangezien hij een briljante leerling was, werd hij voor zijn opleiding theologie in 1852 naar Rome gestuurd, waar hij aan het Belgisch College verbleef. Een jaar later, in 1853, werd hij in de Pauselijke aartsbasiliek van Sint-Jan van Lateranen priester gewijd.
Het jaar daarop terug in België, meldde hij zich -naar het voorbeeld van de Vlaamse jezuïet Pieter-Jan De Smet- als vrijwilliger voor de missies in Noord-Amerika. Deze trokken in het midden van de 19-de eeuw veel jonge Belgische priesters aan. In 1856 was Edmond Dumont missionaris in Michigan (bisdom van Detroit). Maar hij kwam zes jaar later, in 1862, terug naar België omwille van zijn gebrekkige gezondheid. Vervolgens gelaste men hem (aan het Amerikaans College te Leuven) met de opleiding van seminaristen bestemd voor Noord-Amerika. Hij werd aan dit college ondervoorzitter, nadien voorzitter, en onderwees er theologie.

### Bisschop te Doornik

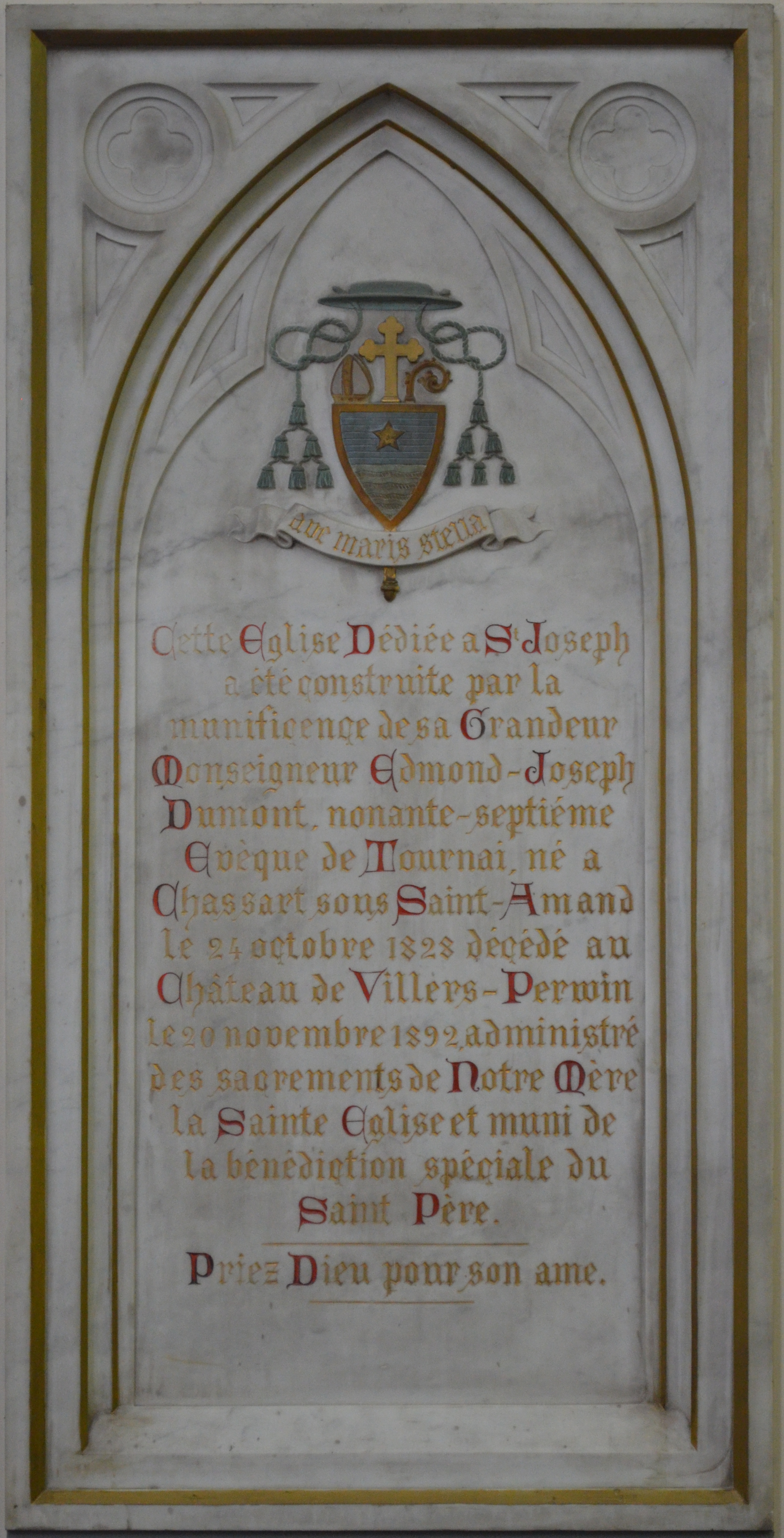
Gedenksteen in de Sint-Jozefskerk te Charleroi.

Paus Pius IX stelde op 23 december 1872 Edmond Dumont aan als bisschop van Doornik ingevolge de aanbevelingen van de apostolische nuntius te Brussel, evenals van Théodore de Montpellier, bisschop van Luik. Zodoende volgde hij Gaspard-Joseph Labis op. De bisschoppelijke wijding vond ter gelegenheid van Maria-Lichtmis plaats op 2 februari 1873 in de Onze-Lieve-Vrouwekathedraal te Doornik. Hij koos het devies « Ave Maris Stella » (Gegroet, Ster van de zee).
Naar zijn overtuiging was de katholieke opvoeding uitermate belangrijk. Zijn ambtsperiode werd gekenmerkt door het aanmoedigen en oprichten van talrijke katholieke scholen in zijn bisdom:
- bisschoppelijke colleges, onder meer te Aat, Zinnik, Chimay,
- een jezuïetencollege te Charleroi.

Tevens was hij waakzaam en hard in zijn verzet tegen het politieke liberalisme dat in België in de 19-de eeuw vaak antiklerikaal was. Toen in 1878 het liberale kabinet Frère-Orban de schooloorlog ontketende en probeerde de katholieke scholen onder staatsgezag te plaatsen, gaf Dumont de schuld aan de katholieke partij die volgens hem de belangen van de katholieken niet genoeg verdedigde. Tijdens een toespraak te Charleroi in februari 1879 was hij niet alleen uitermate vernietigend en sarcastisch ten overstaan van de regering-Frère-Orban II, maar ook ten overstaan van zijn confraters in het bisdom en zelfs tegenover koning Leopold II. Dit veroorzaakte een schandaal en bracht hem in onmin met zijn omgeving en zijn geestelijken.
Een maand later was hij in Rome, vermoedelijk op verzoek van de paus. Hij werd er door Leo XIII goed onthaald en liet een goede indruk na. Zijn inzet voor de verdediging van de katholieke belangen gaf een gevoel van welbehagen. Dumont bleef enige tijd in Rome, om vervolgens, op 17 mei 1879 weer in Doornik te verschijnen.

### Crisis in het bisdom

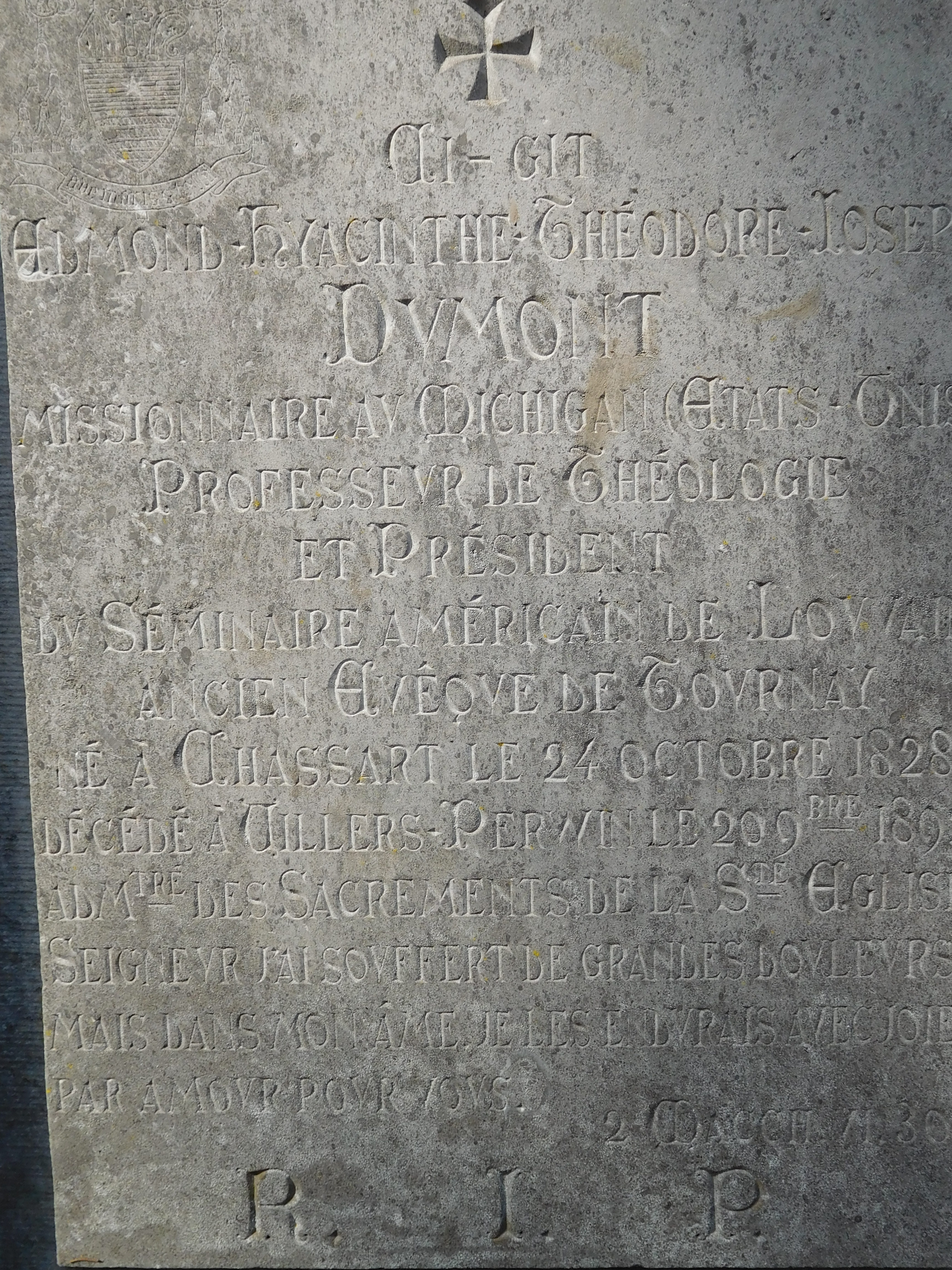
Grafsteen van Edmond Dumont op het kerkhof van Villers-Perwin.

De rust in het bisdom keerde vooralsnog niet weer. De vaak halsstarrige wijze waarop Dumont zijn leiderschap uitoefende, verergerde de tweedracht en de tegenwerking bij zijn naaste medewerkers en binnen de geestelijkheid. De crisis werd in juni 1879 opnieuw actueel en Dumont stelde zijn aftreden in het vooruitzicht. Daarbij duidde hij reeds een vervanger aan, maar de pauselijke nuntius weigerde. De Heilige Stoel moest opnieuw tussenkomen en een apostolische administrator werd aangesteld: Isidore Du Roussaux. Edmond Dumont ontving de kennisgeving dienaangaande op 29 november 1879 en werd ontheven van zijn verplichtingen. Hij gaf gevolg aan deze beslissing zonder ze te aanvaarden, en trok zich terug bij zijn zus in het kasteel van Villers-Perwin.

### Conflict met zijn opvolger
Vanuit Villers-Perwin bleef Dumont protesteren. Hij voer in een krantenartikel (mei 1880) hevig uit tegen zijn opvolger en beschuldigde hem van het achterhouden van persoonlijke bezittingen in het bisschoppelijk paleis. Dumont noemde zijn tegenstrevers bij naam. Het conflict maakte veel ophef en werd voor de rechtbank gebracht. Bij middel van een breve de dato 12 oktober 1880 ontnam paus Leo XIII Edmond Dumont de titel van bisschop. Een aantal tijdsgenoten verkeerde in de mening dat de prelaat niet meer volledig toerekeningsvatbaar was maar een poging om hem te laten colloqueren mislukte. In zijn contacten met de dorpsgenoten van Villers-Perwin liet Edmond Dumont een goede indruk na. Nadat hij zijn bezittingen had gerecupereerd en vrede had gesloten met zijn opvolger, meldde hij op 5 januari 1885 zijn onderwerping aan de Heilige Stoel.

### Overlijden
In ere hersteld maar in slechte gezondheid sedert 1890, overleed Edmond Dumont in het familiekasteel van Villers-Perwin op 20 november 1892 ten gevolge van een beroerte. Hij werd in Villers-Perwin in de familiale grafkelder Dumont de Chassart ter aarde besteld. De laatste zin op zijn grafsteen luidt: «Seigneur, j'ai souffert de grandes douleurs mais dans mon âme, je les endurais avec joie par amour pour vous...» (Heer, ik heb hevige pijnen geleden maar mijn ziel heeft ze verdragen uit liefde tot U).